# دوراهی اسلام‌آباد
دوراهی اسلام‌آباد، روستایی از توابع بخش مرکزی شهرستان باغ‌ملک در استان خوزستان ایران است.

## جمعیت
این روستا در دهستان هپرو قرار دارد و براساس سرشماری مرکز آمار ایران در سال ۱۳۸۵، جمعیت آن ۱۹۸۸نفر (۱۷۷خانوار) بوده‌است.
- دوراهی اسلام‌آباد